# Фонтанне видобування нафти

Типи фонтанних свердловин і види фонтанування
а – артезіанське; б – газліфтне з початком виділення газу у свердловині; в – газліфтне з початком виділення газу в пласті; 1 –НКТ; 2 – обсадна експлуатаційна колона

Фонтанне видобування нафти — спосіб експлуатації свердловин, при якому підйом нафти на поверхню здійснюється за рахунок пластової енергії.

## З історії
Один з найбільших нафтових фонтанів було відкрито свердловиною промисловця Субалова в Бібі-Ейбаті 1892 р. Протягом 1893 р. свердловина дала майже 300 тис. т нафти, а всього (до вичерпання припливу наприкінці 1894 р.) — 453 тис. т.
Інколи нафто-газовий фонтан спалахує, і тоді відбувається масштабна пожежа на копальні (приклад — пожежа на свердловині Ойл-Сіті).

## Загальний опис
Розрізняють природне (за рахунок природної енергії пласта) і штучне (при підтримці пластового тиску шляхом закачування в пласт рідких і газоподібних аґентів) фонтанування. Свердловина, яка експлуатується таким способом, наз. фонтанною і обладнується ліфтовою колоною труб і фонтануючою арматурою, а також аварійними клапанами. Ліфтова колона може бути оснащена пусковими муфтами з отворами для аерації стовпа рідини, а також клапанами для освоєння свердловини, введення хімічних реаґентів (інгібітори корозії, соле- і парафіновідкладання та ін.), циркуляції рідини та ін. обладнанням. Розрізняють фонтанні свердловини зі стійким постійним дебітом (понад 30-50 т/доб), які експлуатуються постійно з пульсуючою подачею продукції, і працюючі періодично з фазами накопичення і подачі продукції. Продукція фонтанної свердловини прямує в ємкості (газові сепаратори), де газ відокремлюється від нафти. У залежності від умов розробки, характеристики продуктивного пласта та ін. чинників геологічного, технічного і економічного характеру Ф.в.н. може вестися протягом всього періоду експлуатації даного родов. або тільки його частині з подальшою заміною його на механізований спосіб видобутку.
Освоєння свердловин при Ф.в.н. (виклик припливу продукції з пласта після буріння чи ремонту) проводиться шляхом зниження тиску стовпа рідини у стовбурі свердловини за рахунок зменшення її рівня чи густини. Зниження рівня стовпа рідини відбувається свабуванням чи тартанням желонкою. Для зниження густини послідовно заміщують важкий буровий розчин на солону, прісну воду та нафту, а також газують (аерують) рідину.
Експлуатація фонтанної свердловини регулюється з допомогою поверхневих та глибинних штуцерів (діафрагм з отворами). Щоб одержати менший дебіт, збільшують гирловий тиск, для чого на гирлі встановлюють штуцер відповідного діаметра або зменшують діаметр ліфта, чи (у деяких випадках) встановлюють вибійний штуцер. Режим роботи фонтанної свердловини (дебіти нафти, газу і води, тиски вибійний та гирловий) залежить від характеристик самої свердловини, ліфта, штуцера та тиску в нафтозбірній системі. Для визначення характеристики свердловин та обґрунтування режиму її експлуатації при Ф.в.н. проводяться спеціальні дослідження свердловин. При цьому темп відбору рідини з свердловини змінюється послідовно зміною діаметра штуцера, вибійний тиск вимірюється глибинним манометром. В результаті цих досліджень визначають параметри усталених технологічних режимів при різних діаметрах штуцера (гирлових тисках) і будують графік залежності дебіту свердловини і газового фактора від діаметра штуцера (індикаторну діаграму). Свердловини, які обводнюються і які виносять пісок, досліджуються додатково для встановлення процентів винесення води і піску при різних штуцерах.

Криві зміни тиску з глибиною у фонтанній свердловині

На рисунку показано криві зміни тиску з глибиною у фонтанних свердловинах. На ділянці від вибою до точки, де тиск дорівнює тиску насичення Рн, рухається однорідна рідина, тому тиск змінюється за лінійним законом. При зниженні тиску нижче від рн з розчину починає виділятися газ іутворюється газорідинна суміш. Чим меншийтиск при наближенні до гирла свердловини, тим більше виділиться газу, а газ, що раніше виділився,– розшириться, внаслідок чого стануть меншими густина суміші та градієнт тиску. При цьому тиск уздовж ліфта при русі газорідинної суміші змінюється занелінійним законом. Якщо вибійний тиск менший за тиск насичення, то нелінійність зазначеної залежності Р = f(H) спостерігатиметься по всій глибині свердловини.
Технологічний режим експлуатації фонтанної свердловини встановлюється на певний проміжок часу, виходячи з її характеристики, прийнятої системи розробки нафтового родовища, а також одержання максимального дебіту нафти, мінімальної обводненості та газового фактора, винесення піску, небезпечності пошкодження експлуатаційної колони та інших факторів. Розрізняють фонтанні свердловини, які працюють з стійким постійним дебітом (понад 30-50 т/добу), які експлуатуються постійно з пульсуючою подачею продукції і які працюють періодично з фазами накопичення та подачі продукції. Продукція фонтанної свердловини по викидній лінії подається в ємності (газові сепаратори, трапи), де відбувається відділення газу від нафти. При високому гирловому тиску продукція свердловини проходить через систему трапів (частіше 3 трапи) з поступовим зниженням тиску. Підтримуючи в трапі певний тиск, можна в ряді випадків створювати на гирлі свердловини протитиск і без застосування штуцера. Іноді газ, який виділяється в трапах високого тиску, використовується безпосередньо для експлуатації інших свердловин, які вже припинили фонтанування. В залежності від умов розробки, характеристики продуктивного пласта та інших факторів геологічного, технічного та економічного характеру Ф.в.н. може вестися протягом всього періоду експлуатації даного родовища чи тільки його частини з наступною заміною його на механізований спосіб видобування.
Якщо свердловини не можуть фонтанувати - їх переводять на один з механізованих способів видобутку нафти: газліфтний або насосний з витрачанням додаткової, штучно введеної у свердловину енергії.

## Обладнання фонтанних свердловин
Обладнання фонтанних свердловин включає наземне (гирлове) і свердловинне (підземне) обладнання.
До наземного обладнання відносять фонтанну арматуру, яку встановлюють на головну колону фонтанної нафтової і газової свердловини, та маніфольд. Фонтанні арматури виготовляють за різними конструктивними та міцнісними ознаками.
Маніфольд призначений для обв'язування фонтанної арматури з вихідною лінією (шлейфом), яка подає продукцію на групову вимірну установку. Він забезпечує обв'язку двох струн з шлейфом, струн з затрубним простором тощо.
До підземного обладнання відносять насосно-компресорні труби, використовують які при всіх способах експлуатації, їх ще називають фонтанними, компресорними, насосними.

## Ускладнення в роботі фонтанних свердловин
Існує кілька причин ускладнень, які виявляються на значній кількості родовищ, що розробляються. До таких ускладнень належать:
- відкладення у підйомному обладнанні або викидних лініях, а також у привибійній зоні свердловини (ПЗС) асфальтенів, смол, парафінів та церезинів;
- утворення піщаних корків на вибої свердловини та у підйомнику;
- відкладення солей у різних елементах системи;
- пульсації[1] в роботі фонтанної свердловини;
- відкрите (нерегульоване) фонтанування при пошкодженні гирлової арматури або за рахунок утворення грифонів.